# 穂高奈奈
穂高 奈奈（ほだか なな、1969年7月7日 - ）は、日本の元AV女優。

## 略歴
89年、90年の『GORO』に登場。
1989年にAVデビュー。
1991年に引退。

## 出演作品

### アダルトビデオ
1989年
- 渚にて（12月25日、フェニックス） ※「穂高奈々」名義

1990年
- リアルエクスタシー（1月5日、クリスタル映像 SC-01）※「穂高奈奈」として再デビュー
- 私の中の神話（2月6日、JVD）※「穂高奈々」名義
- 制服（?、クリスタル映像 SC-11）
- ピンク（?、クリスタル映像 SC-26）
- レモンのうぶ毛（6月28日、クリスタル映像 SC-37）
- 奈々のおもらし（7月26日、クリスタル映像 SC-41）
- スッポン学園 レッツゴーずるむけ（?、クリスタル映像 SC-47）…共演:渡辺千尋、白井優子
- 泣きむし（?、クリスタル映像 SC-54）
- おたく族マドンナ Sensation（9月20日、ファイブスター）
- オールナイト（11月8日、クリスタル映像 SC-71）
- 濡れたランジェリー（12月5日、笠倉出版社）…オムニバス作品 他出演:秋山エミ
- 狂恋グリップ擦りつけ。（12月20日、クリスタル映像 SC-85）
- リアル革命（?、クリスタル映像 SR-08）

1991年
- 卒業（2月28日、クリスタル映像 SR-16）
- いけない大復活 穂高奈奈・小林ひとみ（3月14日、笠倉出版社）
- めしべが大洪水（5月5日、宇宙企画）
- 乱熟ベイビー（5月15日、ヴェスコインターナショナル）
- AV TOPギャルズベスト10 2 あぶない贈り物（7月5日、笠倉出版社 AVJ32-45）全10名
- お熱い注射がステキ（7月14日、宇宙企画）※引退作品
- 淑女館 5 小林里穂・穂高奈奈・吉川りりあ（7月28日、宇宙企画）全3名

1992年
- オナドルコレクトベスト20 2（12月10日、グラフィティジャパン）全20名

## 出版

### 写真集
- マドンナメイト写真集 穂高奈奈（1990年7月25日、マドンナ社）- 撮影:米本光穂 ISBN 9784576900728
- 激写文庫 23 あれ以前それ以前 盛本真理子・かいはるみ・穂高奈々（1991年5月10日、小学館）- 撮影:篠山紀信 全3名 ISBN 9784093947732
- 穂高奈奈写真集 EXTREME（1991年6月20日、英知出版）- 撮影:木村智哉
- 10 CARATS STORIES（1991年9月20日、英知出版）- 撮影:木村智哉 全10名

### 雑誌
- GORO 1989年10月12日号、1990年1月1日号、3月8日号（小学館）
- デラべっぴん 1990年3月号、8月号、1991年6月号（英知出版）
- オレンジ通信 1990年3月号、4月号（東京三世社）
- アクションカメラ 1990年5月号（ワニマガジン社）
- WEEKLY プレイボーイ 1990年6月26日号、11月6日号（集英社）
- Beppin 1990年8月号、1991年8月号（英知出版）
- ビデオボーイ 1990年8月号、11月号（英知出版）
- 美少女club 1990年11月号（サン出版）
- 純情エンジェル 1990年11月号（蒼竜社）
- ビデオメイトDX 1990年12月号（コアマガジン）
- ベストカメラ 1990年12月号（少年画報社）表紙:穂高奈奈
- スコラ 1991年1月1日号（スコラ）
- あッぷるず 1991年3月号（考友社出版）
- すッぴん 1991年3月号（英知出版）
- GIRL Friends 1991年4月号、7月号（若生出版）
- TOP TEN MATE 1991年4月号（若生出版）
- URECCO 1991年5月号（ミリオン出版）

### カセット
- マドンナメイトカセット 美少女わいせつ検査（1990年6月25日、マドンナ社）